# CS Rapid Bucarest (volley-ball féminin)
Le Clubul Sportiv Rapid Bucarest (en roumain : Clubul Sportiv Rapid București) est un club roumain de volley-ball féminin, section du club omnisports le Rapid Bucarest, fondé en 1923 et basé à Bucarest qui évolue pour la saison 2020-2021 en Divizia A1.

## Historique
La section de volley-ball du Rapid Bucarest a été fondée en 1934

## Palmarès
- Championnat de Roumanie
  - Vainqueur : 1950, 1959, 1965, 1968, 1972, 1973, 1974, 1992, 1993, 1994, 1995, 1996, 1999, 2000, 2001, 2004, 2006.

## Joueuses célèbres
- Luminița Trombițaș  Roumanie
- Mirela Corjeuțanu  Roumanie
- Carmen Țurlea  Roumanie
- Diana Marc  Roumanie
- Ana-Maria Ștefan  Roumanie
- Mira Golubović  Serbie
- Mira Topić  Croatie